# Heute-show
heute-show (ˈhɔɪtə ʃoʊ) — это немецкая комедийно-сатирическая передача на канале ZDF в стиле выпуска новостей. Ведущий передачи Оливер Вельке. Является немецкой адаптированной версией американской телепередачи The Daily Show.

## Команда
Лутц ван дер Хорст, Альбрехт Гумбольт, Гернот Хаскнехт, Карстен ван Рыссен, Каролин Кебекус, Ральф Кабелка, Ульрих фон Хеесен, Оливер Вельке, Мартина Хилл, Майнцельменхен, Мартин Зоннеборн, Дитмар Вишмайер, Деннис Кноссалла, Бирте Шнайдер, Клаус фон Вагнер, Петра Радецки, Кристиан Эринг, Олаф Шуберт

## Популярность Heute-show в Германии
Рейтинг телепередачи на сегодняшний день очень высок, о чём свидетельствуют статистические данные.

## Известность Heute-show в России
В России данная телепередача приобрела известность во время выборов в Государственную Думу РФ в 2011 году, а затем президентских выборов в 2012 году, показывая свой сатирический взгляд на то, как проходили выборы. В последующем всё больше передач о России стали появляться в интернете с переводом на русский или с русскими субтитрами.

## Критика
Сатира в передаче и способ её подачи не всегда оцениваются однозначно. Некоторые считают её слишком вульгарной.

## Награды
2009:
- Немецкая комедийная награда в категории «Лучшее комедийное шоу»

2010:
- Награда им. Адольфа Гримме в категории «Развлечение»
- Телевизионная премия Германии в категории «Лучшая комедия»
- Немецкая комедийная награда в категории «Лучшее комедийное шоу»

2011:
- Немецкая комедийная награда в категории «Лучшее комедийное шоу»

2012:
- Награда им. Ганса Йоахима Фридриха Оливеру Вельке и редакции heute-show
- Немецкая комедийная награда в категории «Лучшее комедийное шоу»
- Немецкая комедийная награда Оливеру Вельке в категории «Лучший комик»
- Награда им. Адольфа Гримме в категории «Развлечение»
- Премия Quotenmeter в категории «Лучший комедийный формат»

2013:
- Телевизионная премия Баварии Оливеру Вельке
- Награда зрительских симпатий лучшей телепередачи во время празднования 50-летия канала ZDF

2014:
- Телевизионная премия Германии в категории «Лучшая комедия»
- Бэмби в категории «Kомедия»
- Награда им. Ганса Йоахима Фридриха Оливеру Вельке и всей его команде
- Премия Quotenmeter в категории «Лучшая комедия»

2016:
- Золотая курица в категории «Почётная премия — политика»
- Премия Quotenmeter в категории «Лучшая комедия»

2017:
- Немецкая комедийная награда в категории «Лучшее сатирическое шоу»
- Золотая камера в категории «Любимое сатирическое шоу»

2018:
- Телевизионная премия Германии — Премия молодых талантов Фабиану Кестеру

2020:
- Телевизионная премия Германии в категории «Лучшая комедия»